# Siphosturmia maltana
Siphosturmia maltana là một loài ruồi trong họ Tachinidae.